# Evert Bronstring
Evert Bronstring (Haarlem, 21 januari 1943 - Leiden, 14 januari 2021) was een Nederlands dammer. Bronstring was Nationaal Grootmeester dammen. Hij werd bekend door zijn strategische spel, en is naamgever van de Bronstringhekstelling. Hij was wiskundige en filosoof en doceerde wiskunde op een middelbare school in Rotterdam.

## Dammen
Bronstring studeerde wiskunde in Leiden, werd later in die stad leraar wiskunde en eerder lid van het Leids Damgenootschap, waar hij werd beschouwd als een groot talent. Bronstring nam tussen 1964 en 1984 veertien keer deel aan het Nederlands kampioenschap dammen. Bij het kampioenschap van 1971 en het kampioenschap van 1980 behaalde hij een vierde plaats. Daarnaast speelde hij vaak mee in de grootmeestergroep van de zogenaamde invitatietoernooien, zoals die van Soechoemi 1966 en Batoemi 1967, en het Suikerdamtoernooi van 1975 en 1976. Het was wrang dat Bronstring, die internationaal een grote reputatie had en tot de grootmeesters werd gerekend, de titel van Nationaal Grootmeester pas in 2019 verkreeg. Clubgenoot Evert Dollekamp, die over Bronstring wilde publiceren, ontdekte dat de grootmeesternorm al in 1983 bereikt was. De KNDB heeft de titel daarop direct aan Bronstring toegekend.

## Invloed
De invloed van Bronstring op het dammen is groot geweest. Hij bedacht strategieën en paste die consequent toe in partijen, waarbij het hem nadrukkelijk te doen was om het spel en minder om de knikkers. Wereldberoemd werd zijn in 1967 gespeelde partij tegen Vjatsjeslav Sjtsjogoljev, de tweevoudig Russische wereldkampioen van 1960-1964. De onvoltooide hekstelling werd door Bronstring zodanig creatief gespeeld dat de wereldkampioen slechts met de grootst mogelijke moeite de partij remise wist te houden. Deze variant staat bekend als de Bronstringhek. Daarnaast heeft Bronstring talloze partijen gespeeld die zich kenmerkten door een concessieloze stijl, waarbij hij in confrontaties met de top van de wereld uiterst gevaarlijk kon zijn. Hij won diverse malen van de wereldkampioenen Baba Sy, Ton Sijbrands en Jannes van der Wal; andere wereldkampioenen brachten het met moeite tot remise.
Tot zijn leerlingen behoorden onder andere de Zwitserse grootmeester Hans Vermin en Jannes van der Wal, wereldkampioen in 1982.

## "Nooit op de voorgrond"
In december 2020 werd bij Bronstring een ongeneeslijke ziekte geconstateerd. Op 19 januari 2021 werd hij gecremeerd op begraafplaats Rhijnhof in Leiden. De toespraken waren vrijwel allen opgebouwd rondom het thema van zijn leven, dat ook op de rouwkaart stond: "Nooit op de voorgrond, maar altijd aanwezig!"

## Publicaties
- Evert Dollekamp: Evert Bronstring. Grand Maitre National. Verroest!, 2019. Geen ISBN